# Феодор Византийский
Феодор Византийский — православный святой мученик XVIII века, родился в 1774 году в селении Неохоры близ Константинополя. В детстве работал подмастерьем у художника-христианина во дворце султана Махмуда, но под влиянием соблазнов перешел в ислам. За возвращение к христианской вере, после истязаний, был повешен турками в городе Митилене на острове Лесбос 17 февраля 1795 года. В других источниках указывается 1792 год. 
С 1798 года мощи мученика находятся в кафедральном соборе в честь святого Афанасия в Митилини. Является одним из небесных покровителей Лесбоса. День памяти — 17 февраля по ст. ст. (2 марта по новому ст.).